# Кульмино
Кульмино (эрз. Кульмина) — село, центр сельской администрации в Чамзинском районе. Население 289 чел. (2010), в основном мордва-эрзя.
Расположено на речке Сухой Аморде, в 16 км от районного центра и 6 км от железнодорожной станции Огарёвка. Название — антропоним: основателем этого населённого пункта был мордвин с дохристианским именем Кульма (Кульня). В «Списке населённых мест Симбирской губернии» (1859) Кульмино — деревня удельная из 54 дворов Ардатовского уезда. В 1863 году насчитывалось 65 дворов, в 1913-м — 215 дворов (1595 чел.). В 1830—1950 годах действовала церковь во имя Николая Угодника. В 1874 году храм был восстановлен, основная церковь освящена во имя Казанской иконы Божьей Матери, придельная — во имя Параскевы Пятницы; придел, построенный через 1,5 года, назван Вознесенским. В 1899 году при церкви открылась церковно-приходская школа. В 1920 году церковь перестала действовать.

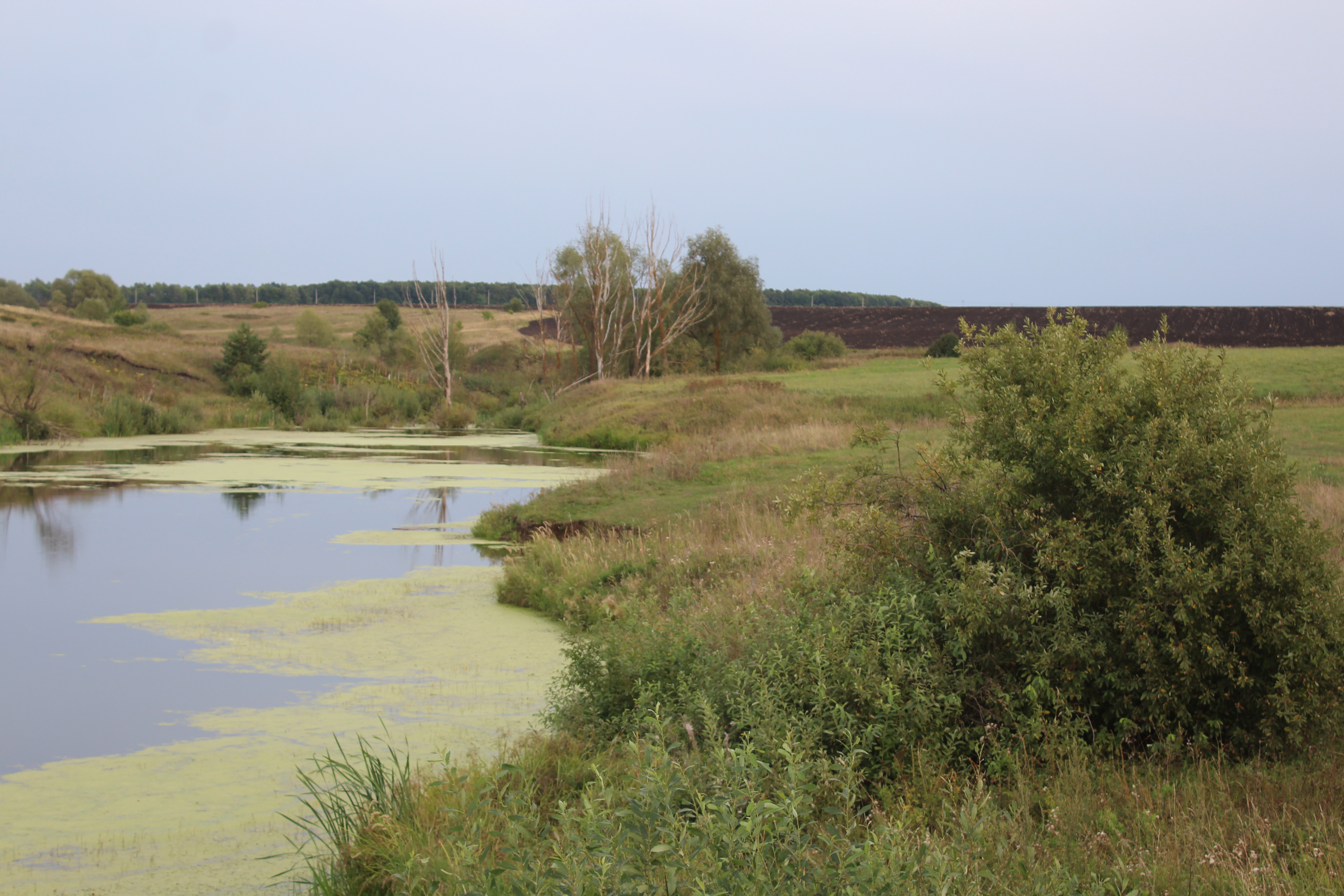
Река Сухая Аморда в Кульмино.

В 1929 году был организован колхоз имени Ленина, с 1930 года — «Виде ки» («Прямой путь»), в 1933 году объединён с колхозом имени Ленина. С 1955 году функционировали 3 колхоза — имени Ленина, «Красный Октябрь», «13-й год Октября», с 1960 года — «Россия», с 1986 года — «Кульминский», с 1996 года — отделение птицефабрики «Чамзинская». В современной инфраструктуре села — средняя школа, библиотека, 2 магазина, медпункт, отделение связи; памятник воинам-землякам, погибшим в Великой Отечественной войне. Кульмино — родина участника Гражданской войны, орденоносца П. Т. Жаркова, писателя А. Д. Ганчина. В Кульминскую сельскую администрацию входят село Маколово (95 чел.) и посёлок Маколовские Выселки (2 чел.).

## Источник
- Энциклопедия Мордовия, А. И. Сырескин, Н. Н. Щемерова.